# Vadín
Vadín (německy Wadin) je vesnice, část obce Okrouhlice v okrese Havlíčkův Brod. Nachází se asi 1,5 km jižně od Okrouhlice. V roce 2009 zde bylo evidováno 82 adres. V roce 2001 zde trvale žilo 142 obyvatel. Západním okrajem osady protéká Perlový potok, který je levostranným přítokem řeky Sázavy.
Vadín je také název katastrálního území o rozloze 4,89 km².

## Historie
V roce 1869 pod Vadín jako osada spadala ves Babice a v letech 1869-1910 vesnice Březinka.